# Pieńki (Jarnice)
Pieńki – część wsi Jarnice w Polsce położona w województwie mazowieckim, w powiecie węgrowskim, w gminie Liw.
Jest samodzielnym sołectwem.
W latach 1975–1998 Pieńki administracyjnie należało do województwa siedleckiego.
Wierni kościoła rzymskokatolickiego należą do parafii Wniebowzięcia Najświętszej Maryi Panny w Węgrowie.